# Vicia setifolia
Vicia setifolia är en ärtväxtart som beskrevs av Carl Sigismund Kunth. Vicia setifolia ingår i släktet vickrar, och familjen ärtväxter.

## Underarter
Arten delas in i följande underarter:
- V. s. bonariensis
- V. s. setifolia